# James Young (muzician)
James Vincent Young (n. 14 noiembrie 1949, Chicago, Illinois, SUA) este un muzician american, cunoscut mai ales ca fiind unul dintre chitariști și soliștii ocazionali ai trupei „Styx⁠(d)”, fiind singurul membru original continuu al său.